# Trine Michelsen
Trine Michelsen (Gentofte, 21 de enero de 1966-Emdrup, 17 de enero de 2009) fue una actriz y modelo danesa, reconocida principalmente por su participación en los filmes Espectros (1987), The Girl on a Swing (1988) y Los idiotas (1998).
Falleció en la localidad de Emdrup en 2009 tras una larga batalla contra el cáncer.

## Filmografía

### Cine
- La Bonne (1986)
- Tentazione (1987)
- Spettri (1987)
- Le foto di Gioia (1987)
- The Girl on a Swing (1988)
- Trines fantasier (1994)
- Los idiotas (1998)
- De ydmygede (1998)
- Antenneforeningen (1999)

### Televisión
- En verden der blegner (1984)
- Eva (1994)